# Grancino
Grancino (Grancin in dialetto milanese, AFI: [ɡranˈʧiːŋ]) è una frazione del comune di Buccinasco in provincia di Milano, posta a est del centro abitato, verso il Gratosoglio.

## Storia
Fu un antico comune del Milanese il cui territorio confinava con Corsico a nord, Ronchetto e i Corpi Santi di Milano ad est, Assago a sud e Romanobanco ad ovest, mentre dal punto di vista ecclesiastico l'abitato era ricompreso nella parrocchia di Corsico.

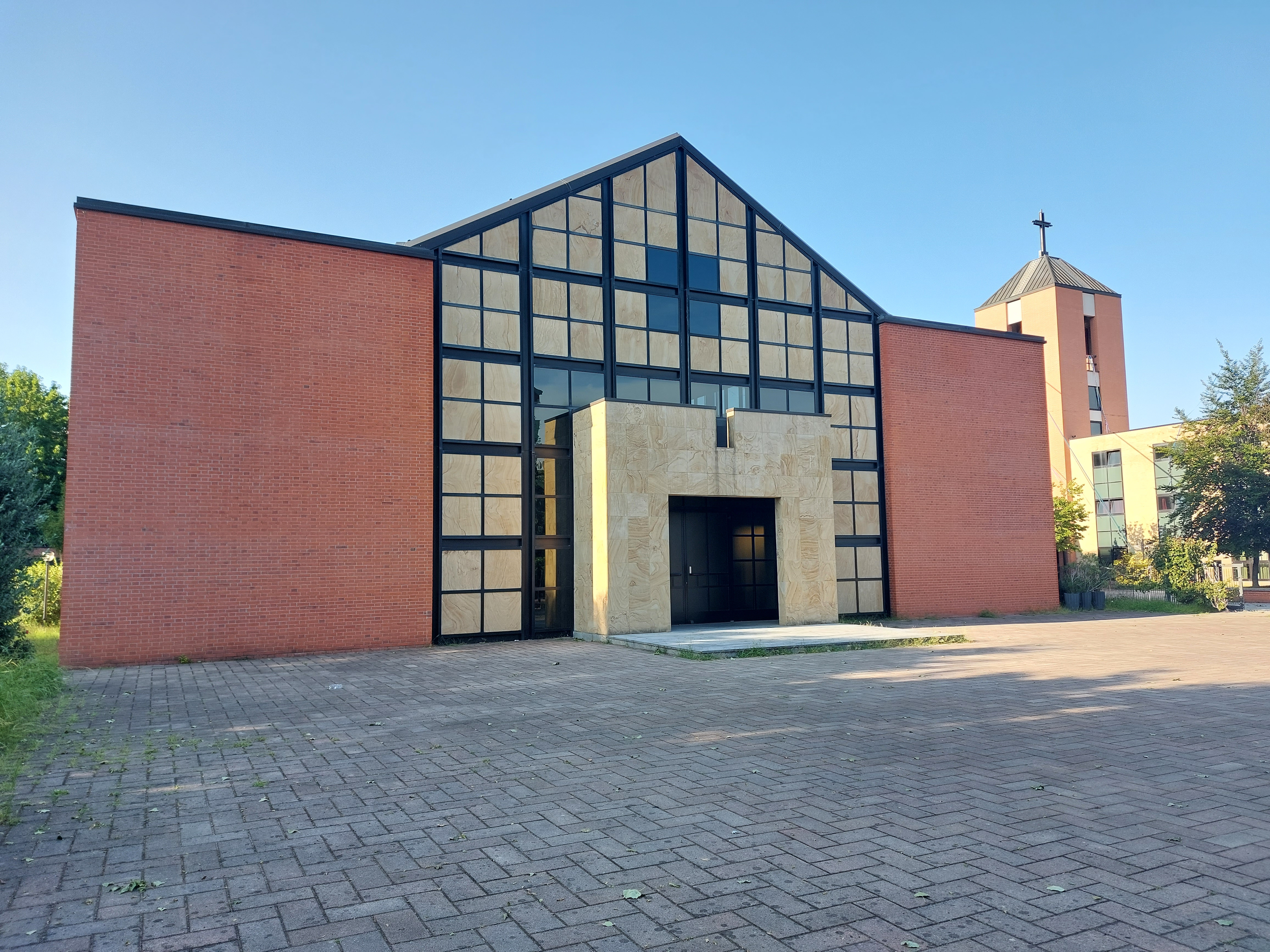
Chiesa di Grancino dal 1978

Alla proclamazione del Regno d'Italia nel 1805 risultava avere 152 abitanti. Nel 1808 fu soppresso con regio decreto di Napoleone ed annesso a Milano. Il Comune di Grancino fu ripristinato con il ritorno degli austriaci. Un regio decreto di Vittorio Emanuele II lo annesse infine a Buccinasco nel 1870, costituendo un'insolita anomalia sia rispetto al modello napoleonico che a quello ecclesiale.